# Danae armata
Danae armata is een keversoort uit de familie zwamkevers (Endomychidae). De wetenschappelijke naam van de soort werd in 1920 gepubliceerd door Gilbert John Arrow.